# (5202) Charleseliot
(5202) Charleseliot est un astéroïde de la ceinture principale.

## Description
(5202) Charleseliot est un astéroïde de la ceinture principale. Il fut découvert le 5 décembre 1983 à l'Observatoire Kleť par Antonín Mrkos. Il présente une orbite caractérisée par un demi-grand axe de 2,40 UA, une excentricité de 0,17 et une inclinaison de 12,6° par rapport à l'écliptique.

## Compléments